# Guglielmo Tagliacarne
Guglielmo Tagliacarne (Orta San Giulio, 1893 – Roma, 1979) è stato uno statistico italiano.

## Biografia
Dopo la laurea in Scienze economiche alla Bocconi, durante la seconda guerra mondiale fu ufficiale nell'esercito italiano, fu fatto prigioniero dagli inglesi. In India, durante la prigionia organizzò corsi di economia e di statistica per ufficiali italiani e non che erano studenti universitari.
Fu professore di statistica nelle università di Pisa, Macerata, Parma e Roma.
In seguito fu segretario generale della Camera di Commercio di Milano, capo dei servizi economici della Confederazione dei Commercianti, direttore dell'Unione Italiana delle Camere di commercio, presidente dell'Associazione italiana per gli studi di mercato e direttore della scuola di sviluppo economico. Nel 1955 collaborò con Giordano Dell'Amore nella creazione della Scuola di perfezionamento in economia aziendale per la formazione dei quadri direttivi di azienda, che successivamente si sarebbe trasformata in SDA Bocconi School of Management.
Diresse i periodici: Sintesi economica, Studi di Mercato e Calcolo annuale del reddito per provincie e regioni.
A Guglielmo Tagliacarne è intitolata una fondazione di ricerca e formazione dell'Unione Italiana delle Camere di commercio: l'Istituto Guglielmo Tagliacarne.

## Pubblicazioni principali
- Demografia dell'India;
- Tecnica e pratica delle ricerche di mercato;
- Variazioni territoriali dello stato economico tra il 1938 e il 1952 in Italia e in altri paesi.